# Rhäzüns
Rhäzüns (toponimo tedesco; in romancio Razén , in italiano Razeno o Rozinno, desueti) è un comune svizzero di 1 557 abitanti del Canton Grigioni, nella regione Imboden.

## Storia
Da Rhäzüns in epoca romana passava la via Spluga, strada romana che metteva in comunicazione Milano con Lindau, passando dal passo dello Spluga.

## Monumenti e luoghi d'interesse
- Chiesa parrocchiale cattolica della Natività di Maria, eretta nel 1701[1];
- Chiesa cattolica di San Giorgio, eretta nel VI-VII secolo e ricostruita nel XIV, con notevoli dipinti medievali[1];
- Chiesa cattolica di San Paolo[1].

## Società

### Evoluzione demografica
L'evoluzione demografica è riportata nella seguente tabella:
Abitanti censiti

### Lingue e dialetti
Gli abitanti di Rhäzüns, originariamente villaggio romancio, sono ora per buona parte di lingua tedesca: in occasione del censimento del 2000 il 10% delle persone ha dichiarato il romancio propria lingua madre.

## Economia
Rhäzuns è celebre per le sue fonti di acqua minerale, che viene imbottigliata dalla Rhäzünser e Arkina.

## Infrastrutture e trasporti

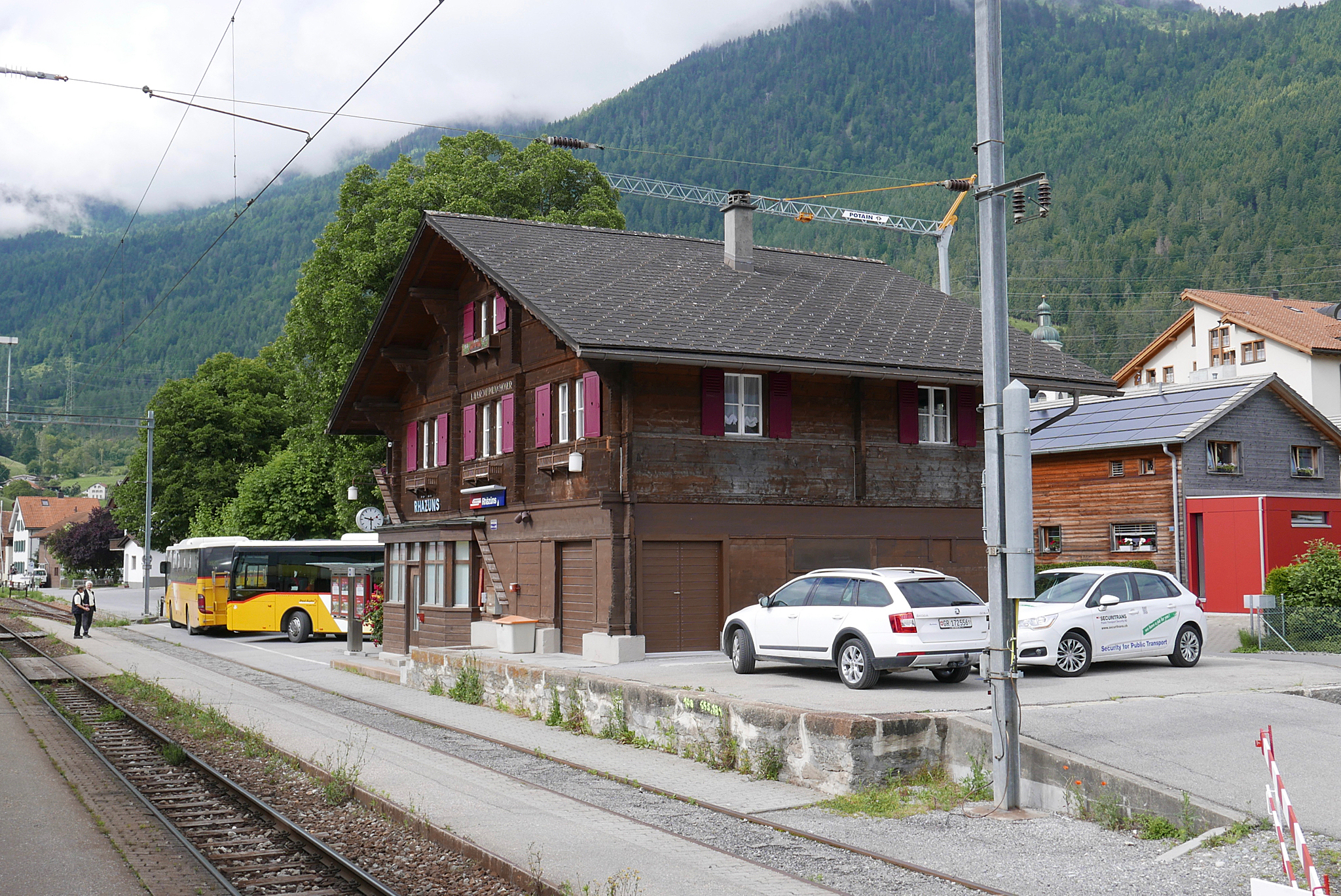
La stazione di Rhäzüns

Rhäzüns è servito dalla stazione ferroviaria omonima della ferrovia Landquart-Coira-Thusis.

## Amministrazione
Ogni famiglia originaria del luogo fa parte del comune patriziale e ha la responsabilità della manutenzione di ogni bene ricadente all'interno dei confini del comune.